# Execution: The Discipline of Getting Things Done
Execution: The Discipline of Getting Things Done (dt. Managen heißt machen. Die Kunst, Projekte abzuschließen und bis zum Schluss durchzuhalten) ist der Titel einer 2002 erschienenen Monografie des US-amerikanischen Managers Larry Bossidy und des indischstämmigen Unternehmensberaters Ram Charan. Das Werk wurde über Nacht zu einem Bestseller und gelangte auf die Bestsellerlisten der New York Times und des Wall Street Journal. Das Managementbuch wurde mehrfach zitiert und reviewed u. a. in den Fachzeitschriften Publishers Weekly und Academy of Management Perspectives.